# Цунди (Гумбетовский район)
Цунди — село в Гумбетовском районе Дагестана. Входит в состав Цунди-Шабдухского сельсовета.

## Географическое положение
Село находится на расстоянии 8 км к югу от села Мехельта, административного центра района.

## История
В 1970 году село было разрушено землетрясением, в результате чего большая часть жителей была переселена в село Гамиях Новолакского района. В 2011 году постановлением Народного собрания Дагестана село Цунти переименовано в Цунди.

## Население
| 1895 | 1926 | 1939 | 1989 | 2002 | 2010 | 2021 |
| ---- | ---- | ---- | ---- | ---- | ---- | ---- |
| 218  | ↘194 | ↗241 | ↘123 | ↗184 | ↘143 | ↗157 |

### Национальный состав
Моноэтническое аварское село.